# Остроруґ (Західнопоморське воєводство)
Остроруґ (пол. Ostroróg, нім. Scharpenort) — село в Польщі, у гміні Чаплінек Дравського повіту Західнопоморського воєводства.
Населення — 73 особи (2011).
У 1975-1998 роках село належало до Кошалінського воєводства.

## Демографія
Демографічна структура станом на 31 березня 2011 року:
|          | Загалом | Допрацездатний вік | Працездатний вік | Постпрацездатний вік |
| -------- | ------- | ------------------ | ---------------- | -------------------- |
| Чоловіки | 40      | 9                  | 26               | 5                    |
| Жінки    | 33      | 7                  | 19               | 7                    |
| Разом    | 73      | 16                 | 45               | 12                   |